# 콜론나가

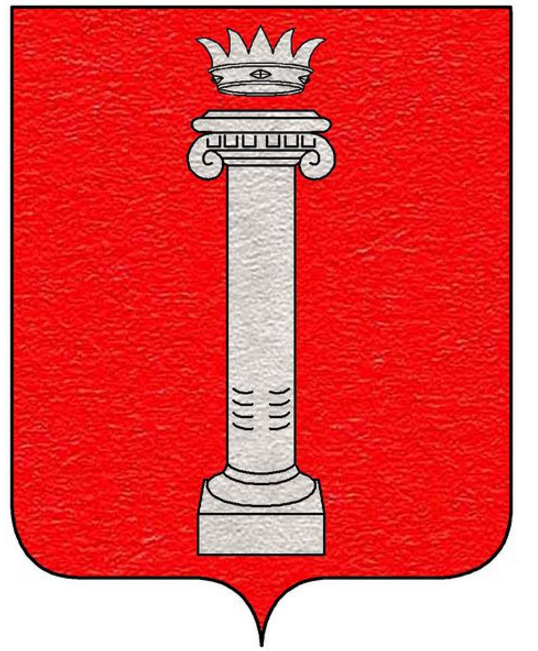
콜론나가의 문장

콜론나가(이탈리아어: Colonna)는 중세와 르네상스 시대 로마에서 세력 있는 귀족 가문으로, 교황과 그 외 많은 지도자를 배출하였다. 이들 일족은 1511년 교황 교서에 의해 진정될 때까지 오르시니가와 로마의 패권을 놓고 싸웠다. 1571년 두 집안의 우두머리는 교황 식스토 4세의 조카딸들과 결혼하였다.
오도네 콜론나는 교황 마르티노 5세로 선출되어 서구 대이교를 끝마쳤다.
전해지는 바에 따르면 콜론나 가문의 명칭은 튀스쿨룸 백작의 분가 -튀스쿨룸 백작 그레고리우스 3세의 아들 페트루스(1099-1151)에 의해- 로 그가 살던 콜론나에 있는 콜룸나 성에서 유래했다고 한다.
1192년 콜론나 가문 최초의 추기경으로 서임된 조반니 콜론나는 산타 프리카 성당의 사제급 추기경이 되었다.
1297년 야코포 추기경은 그의 형제 오토네와 마테오, 란돌포의 영지 기득권을 빼앗았다. 세 사람은 교황 보니파시오 8세에게 청원하여 야코포에게 땅을 돌려줄 것을 명령하게 하고자 가문의 본거지인 콜론나와 팔레스트리나, 그 외 다른 마을들을 교황에게 이양하였다. 야코포가 거절하자 보니파시오 교황은 5월에 추기경단에서 그를 파직함과 동시에 그와 그의 추종자 네 명을 파문하였다. 콜론나 가문은 (교황과 동맹을 맺은 세 형제를 제외하고) 교황 첼레스티노 5세의 사직 후 선출된 교황 보니파시오 8세에 대해 불법적으로 선출되었다고 선언하였다. 결국, 분쟁이 일어나자, 9월에 교황 보니파시오는 란돌포에게 교황군의 지휘를 맡기며 그의 일가가 일으킨 반란을 진압할 것을 명령했다. 란돌포는 교황의 명령에 따라 1298년 콜론나와 팔레스트리나, 다른 마을에 들어가 점령한 다음 남김없이 파괴하였다. 가문의 영지는 교황에게 충성스러운 란돌포와 그의 형제들에게 골고루 배분되었으며, 간신히 살아남은 나머지 일족들은 이탈리아 밖으로 달아났다.
1300년대 콜론나 가문은 뛰어난 바닥 모자이크를 비롯한 산 조반니 성당의 장식을 후원하였다.
1728년 줄리오 체사레 콜론나 디 스치아라가 바르베리니가의 마지막 남자인 타데오 바르베리니의 딸 코르넬리아 바르베리니와 결혼했을 때 콜론나 가문은 바르베리니라는 이름을 성씨에 추가하였다.
1710년 이래 교황의 제후였던 콜론나가는 1854년부터 그들만이 유일하게 교황의 제후 칭호를 얻었다.
로마에 있는 가문의 주거지는 콜론나 궁전으로, 오늘날에는 대중에게 공개하고 있다.

## 유명한 인물
- 비토리아 콜론나, 미켈란젤로의 친구.
- 스치아라 콜론나, 교황 보니파시오 8세에 반대한 아나니의 폭행에 참여했다.
- 스테파노 콜론나, 14세기 초 황제 대리로 중세 로마의 영향력 있는 귀족.
- 교황 마르티노 5세
- 파브리지오 콜론나, 비토리아 콜론나의 아버지이자 신성 동맹의 장군.
- 프로스페로 콜론나, 사촌 파브리지오와 함께 참전했다.
- 폼페오 콜론나, 추기경.
- 마르캉토니오 콜론나, 16세기 후반의 콘도티에리.
- 피에로 콜론나, 16세기 신성 로마 제국의 카를 5세 휘하 선장
- 프란체스코 콜론나, 본문의 아크로스틱에 의해 히프네로토마키아 폴리필리의 원작자로 믿어지고 있음.

## 같이 보기
- 로마의 역사
- 오르시니가
- 팔레스트리나 (로마현)